# Sven Barth
Sven Barth (* 30. Dezember 1980 in Weinheim) ist ein deutscher Automobilrennfahrer. Von 2013 bis 2019 trat er für RWT Racing in der ADAC GT Masters an. Seit 2024 ist er im Prototype Cup Germany aktiv.

## Karriere
Barth begann seine Motorsportkarriere im Jahr 1990 im Kartsport, welchem er bis 1998 treu blieb. 2000 belegte er den 8. Gesamtrang in der Formel König. Im Jahr 2001 wechselte er in die Formel Volkswagen und erreichte in seinem ersten Jahr den 3. Rang. 2002 gelang ihm der Gewinn der Formel Volkswagen vor Ronnie Quintarelli und Florian Stoll. Nach dem Meistertitel wechselte er zu Franz Wöss Racing in die Formel 3, wo er den 13. Saisonlauf auf dem A1-Ring für sich entscheiden konnte. Mit diesem Sieg und 9 weiteren Podiumsplatzierungen erreichte Barth den zweiten Gesamtrang hinter dem Brasilianer João Paulo de Oliveira. Nach einem Jahr in der Formel 3 wechselte er 2004 in den Renault V6 Eurocup. Hier belegt er den achten Gesamtrang. Saisonhighlight war der Gewinn des Rennens im Rahmen des Monaco GP im Rahmenprogramm der Formel 1. Von 2005 bis 2009 arbeitete Barth als Instructor bei verschiedenen Mannschaften. 2010 gelang Barth der Wiedereinstieg in den Rennsport in der European SportsCarChallenge (SCC) mit einem 2. Gesamtrang.
Nach drei Jahren in der SCC wechselte Barth in die ADAC GT Masters und nahm mit RWT Racing als Gaststarter an drei Rennen der Saison 2013 teil. Zusammen mit Gerd Beisel gelang am Sachsenring der Sieg in der Gentleman Wertung. 2014 nahm Barth dann an allen Rennen der ADAC GT Masters teil. Gemeinsam mit David Jahn pilotierte er eine Corvette Z06.R GT3 und erreichte in der Gesamtwertung den 17. Platz. Am Nürburgring gelang beim Rennen am Samstag bei regnerischen Bedingungen der Sieg. Auch 2015 trat Barth für RWT Racing in der ADAC GT Masters. An der Seite des Schweizers Remo Lips erreichte er Rang 27. In gleicher Besetzung konnte man 2016 nur zweimal in die Punkte fahren und beendete die Saison auf Platz 44. 2017 fuhr Barth an der Seite von Maximilian Hackländer auf der neuen Corvette C7 GT3-R auf Gesamtrang 29. Das beste Saisonergebnis war ein 2. Platz im Samstagsrennen auf dem Red Bull Ring. 2018 gelang an der Seite von Claudia Hürtgen ein dritter Platz in der Trophy Wertung, sowie ein 29. Platz im Gesamtklassement. 2019 fuhr Barth wieder an der Seite von David Jahn. Bis auf zwei Rennen holte das Team in jedem Rennen Punkte und konnte im Autodrom Most und am Red Bull Ring jeweils einmal auf das Podium fahren. Am Ende stand ein mit 110 Punkten das beste Ergebnis zu Buche. Individuell konnte Barth mit neun Einzelsiegen die Trophy-Wertung für sich entscheiden.
Nach einer Rennpause stieg Barth 2023 wieder in die European SportCarChallenge ein, welche er auf einer Ginetta G58 LMP3 für sich entscheiden konnte. 2024 wechselte Barth in den Prototype Cup Germany, wo er für das Team Gebhardt Motorsport von Teamchef Fritz Gebhardt zuerst einen Duqueine D08 an der Seite von Maxim Dirickx und später an der Seite von Michael Herich und Michael Lyons eine Ginetta G61-LT-P3 pilotierte. Mit 30 Punkten landete er auf einem neunten Gesamtrang. 2025 wechselte Barth ins Team Aust Motorsport und pilotiert dort mit Maxim Dirickx einen Ligier JS P320.

## Statistik

### Karrierestationen
- 1990–1998: Kartsport
- 1999: Vizemeister JVO Kart Serie
- 2000: Formel König (Platz 8)
- 2001: Formel Volkswagen (Platz 3)
- 2002: Formel Volkswagen (Meister)
- 2003: Formel 3 (Platz 2)
- 2004: Renault V6 Eurocup (Platz 8)
- 2010: European SportsCarChallenge (Platz 2)
- 2011: European SportsCarChallenge Division I (Platz 1)
- 2012: European SportsCarChallenge Division I (Platz 1)
- 2013: ADAC GT Masters (Platz 42)
- 2014: ADAC GT Masters (Platz 17)
- 2015: ADAC GT Masters (Platz 27)
- 2016: ADAC GT Masters (Platz 44)
- 2017: ADAC GT Masters (Platz 29)
- 2018: ADAC GT Masters (Platz 29)
- 2019: ADAC GT Masters (Platz 7)
- 2023: European SportsCarChallenge (Meister)
- 2024: Prototype Cup Germany (Platz 9)
- 2025: Prototype Cup Germany

### Einzelergebnisse im Prototype Cup Germany
| Saison | Team                 | Fahrzeug          | 1   | 2   | 3   | 4   | 5   | 6   | 7   | 8   | 9   | 10  | 11  | 12  | 13  | 14  | Punkte | Rang |
| ------ | -------------------- | ----------------- | --- | --- | --- | --- | --- | --- | --- | --- | --- | --- | --- | --- | --- | --- | ------ | ---- |
| 2024   | Gebhardt Motorsport  | Duqueine D08      | SPA | SPA | LAU | LAU | LAU | ZAN | ZAN | HOC | HOC | HOC | NÜR | NÜR | SAC | SAC |        |      |
| 2024   | Gebhardt Motorsport  | Duqueine D08      | C   | C   | 7   | 6   |     |     |     |     |     |     |     |     |     |     | 30     | 9    |
| 2024   | Momo Gebhardt Racing | Ginetta G61-LT-P3 |     |     |     |     | 5   | 7   | 7   | DNF | 5   | 8   | DNF | 11  | 4   | 4   | 30     | 9    |
| 2025   | Aust Motorsport      | Ligier JS P320    |     |     |     |     |     |     |     |     |     |     |     |     |     |     |        |      |